# Piotr Piekarczyk
Piotr Piekarczyk, född 1 oktober 1958 i Czerwionka, är en polsk före detta fotbollsspelare (försvarare) och senare tränare.
Piekarczyk var en viktig spelare i polska GKS Katowice när han under det allsvenska sommaruppehållet 1990 värvades till Göteborgsklubben Gais. Han kostade 100 000 kronor, vilket Gais ordförande Rune Svensson bekostade ur egen ficka. I Gais höll han som libero ihop backlinjen tillsammans med Mikael Johansson, och utnämndes samma år till Allsvenskans främsta libero av tidningen Fotbollsmagasinet. Efter en och en halv säsong i Gais, där han sammanlagt spelade 45 matcher (inga mål), återvände han till Katowice.
Efter den aktiva karriären har han haft en lång tränarkarriär i Polen.